# Козибор
Козибор — деревня в Порховском районе Псковской области. Входит в состав сельского поселения «Славковская волость».
Расположена в южной части района, в 5 км к востоку от волостного центра, села Славковичи, и в 30 км к юго-западу от районного центра, города Порхов.

## Население
Численность населения деревни на 2000 год составляла 45 жителей.